# Liga Asobal
Die Liga Asobal (auch División de Honor) ist die höchste spanische Spielklasse für Handball-Vereinsmannschaften der Männer. In ihr wird nach den Regeln der Europäischen Handballföderation gespielt. In einem Ligasystem mit derzeit 16 Teams werden der spanische Meister, die Absteiger und die Teilnehmer an den Europapokalwettbewerben ermittelt. Organisiert wird die Liga im Auftrag der Real Federación Española de Balonmano durch die Asociación de Clubes Españoles de Balonmano (Asobal). Seit 2023 ist sie als professionelle Liga in Spanien ratifiziert. Rekordmeister ist der FC Barcelona mit 32 Titelgewinnen.

## Geschichte
Die höchste spanische Spielklasse in dieser Form wurde 1958 gegründet, damals noch unter dem Namen División de Honor (zu deutsch: „Ehrendivision“). Vorher existierte bereits als höchste Division die Primera División Nacional, in der aber eher nach Pokalregeln gespielt wurde. 1990 wurde die División de Honor in Liga Asobal umbenannt. ASOBAL steht für Asociación de Clubes Españoles de Balonmano (zu deutsch: „Verband der spanischen Handballclubs“). Namenssponsor war von 2003 bis 2004 der Versicherungskonzern Allianz, von 2008 bis 2009 die Bank Sabadell-Atlántico, von 2014 bis 2016 die Baumarktkette BAUHAUS, von 2016 bis 2018 das Gewinnspielunternehmen Loterías, von Februar 2020 bis Oktober 2022 das Bauunternehmen Sacyr und ab November 2022 das Energieunternehmen Plenitude. Im Januar 2024 wurde die Liga vor Beginn der Rückrunde der Saison 2023/2024 nach dem Hauptsponsor umbenannt in Liga Plenitude. Für die Namensrechte bis 2025 an Liga, Copa Asobal und Minicopa bezahlte der Sponsor 1,8 Millionen Euro.
Im Juli 2022 wurde die Liga von der spanischen Directiva del Consejo Superior de Deportes (CSD) zur Profiliga bestimmt; nach Fußball und Basketball soll die erste Männer-Handball-Liga damit zur dritten Profiliga in Spanien werden. Nach der diesbezüglich als Übergang festgelegten Saison 2022/2023 soll die Spielzeit 2023/2024 komplett professionell betrieben werden. Im Juni 2023 gab es zu diesem Ziel noch keinen Verwaltungsbeschluss, so dass die Asobal den Spielbetrieb in der Saison 2023/2024 gefährdet sah und die CSD um Schutz bat; am 28. Juni 2023 wurde der Status als professionelle Liga bestätigt.

## Regeln
Jedes Team spielt zweimal gegen jedes andere Team, einmal daheim, einmal auswärts. Folglich hat die Liga 30 Spieltage. Nachdem 15 Spieltage absolviert sind, findet eine Winterpause statt (in der für gewöhnlich Welt- oder Europameisterschaften stattfinden).
Für einen Sieg erhält ein Team zwei Punkte und für ein Unentschieden einen Punkt. Meister ist nach Ablauf aller Spieltage das Team, das die meisten Punkte erspielt hat; bei Punktgleichheit zwischen zwei Teams das Team, das den direkten Vergleich gewonnen hat bzw. bei Punktgleichheit zwischen mehr als zwei Teams oder einem Unentschieden im direkten Vergleich das Team, das das bessere Torverhältnis hat.

## Spielzeiten

### Plätze 1–3
| Saison                    | 1. Platz (Meister)         | 2. Platz                   | 3. Platz                   |
| ------------------------- | -------------------------- | -------------------------- | -------------------------- |
| Primera División Nacional |                            |                            |                            |
| 1951/52                   | BM Atlético de Madrid      | San Fernando               | Real Madrid                |
| 1952/53                   | Real Madrid                | San Gervasio               | San Fernando               |
| 1953/54                   | BM Atlético de Madrid      | FC Barcelona               | Real Madrid                |
| 1954/55                   | CD Sabadell                | BM Granollers              | BM Atlético de Madrid      |
| 1955/56                   | BM Granollers              | BM Atlético de Madrid      | UG Badalona                |
| 1956/57                   | BM Granollers              | CD Sabadell                | Real Madrid                |
| 1957/58                   | BM Granollers              | FC Barcelona               | BM Atlético de Madrid      |
| 1958/59                   | BM Granollers              | BM Atlético de Madrid      | CD Sabadell                |
| División de Honor         |                            |                            |                            |
| 1959/60                   | BM Granollers              | Obras del Puerto           | BM Atlético de Madrid      |
| 1960/61                   | BM Granollers              | BM Atlético de Madrid      | Amaikat-Bat                |
| 1961/62                   | BM Atlético de Madrid      | BM Granollers              | Automovilismo              |
| 1962/63                   | BM Atlético de Madrid      | BM Granollers              | OAR Garcia                 |
| 1963/64                   | BM Atlético de Madrid      | Salleko                    | Altos Hornos               |
| 1964/65                   | BM Atlético de Madrid      | Salleko                    | Pizzaro                    |
| 1965/66                   | BM Granollers              | BM Atlético de Madrid      | BM Valencia                |
| 1966/67                   | BM Granollers              | BM Atlético de Madrid      | Salleko                    |
| 1967/68                   | BM Granollers              | FC Barcelona               | BM Atlético de Madrid      |
| 1968/69                   | FC Barcelona               | Altos Hornos               | BM Granollers              |
| 1969/70                   | BM Granollers              | BM Atlético de Madrid      | Picadero                   |
| 1970/71                   | BM Granollers              | FC Barcelona               | BM Atlético de Madrid      |
| 1971/72                   | BM Granollers              | BM Atlético de Madrid      | FC Barcelona               |
| 1972/73                   | FC Barcelona               | Picadero                   | BM Atlético de Madrid      |
| 1973/74                   | BM Granollers              | BM Atlético de Madrid      | FC Barcelona               |
| 1974/75                   | Club Balonmano Alicante    | FC Barcelona               | BM Granollers              |
| 1975/76                   | Club Balonmano Alicante    | BM Atlético de Madrid      | FC Barcelona               |
| 1976/77                   | Club Balonmano Alicante    | BM Atlético de Madrid      | FC Barcelona               |
| 1977/78                   | Club Balonmano Alicante    | BM Atlético de Madrid      | FC Barcelona               |
| 1978/79                   | BM Atlético de Madrid      | Club Balonmano Alicante    | FC Barcelona               |
| 1979/80                   | FC Barcelona               | Club Balonmano Alicante    | BM Atlético de Madrid      |
| 1980/81                   | BM Atlético de Madrid      | FC Barcelona               | Club Balonmano Alicante    |
| 1981/82                   | FC Barcelona               | BM Atlético de Madrid      | BM Granollers              |
| 1982/83                   | BM Atlético de Madrid      | FC Barcelona               | BM Granollers              |
| 1983/84                   | BM Atlético de Madrid      | FC Barcelona               | Club Balonmano Alicante    |
| 1984/85                   | BM Atlético de Madrid      | FC Barcelona               | Club Balonmano Alicante    |
| 1985/86                   | FC Barcelona               | BM Atlético de Madrid      | BM Granollers              |
| 1986/87                   | Bidasoa Irun               | FC Barcelona               | Club Balonmano Alicante    |
| 1987/88                   | FC Barcelona               | CD Cajamadrid              | BM Granollers              |
| 1988/89                   | FC Barcelona               | CB Cantabria Santander     | CD Cajamadrid              |
| 1989/90                   | FC Barcelona               | CB Cantabria Santander     | BM Atlético de Madrid      |
| Liga ASOBAL               |                            |                            |                            |
| 1990/91                   | FC Barcelona               | CB Cantabria Santander     | BM Atlético de Madrid      |
| 1991/92                   | FC Barcelona               | BM Granollers              | BM Atlético de Madrid      |
| 1992/93                   | CB Cantabria Santander     | BM Granollers              | FC Barcelona               |
| 1993/94                   | CB Cantabria Santander     | Bidasoa Irun               | FC Barcelona               |
| 1994/95                   | Bidasoa Irun               | FC Barcelona               | TEKA Cantabria             |
| 1995/96                   | FC Barcelona               | CB Cantabria Santander     | Bidasoa Irun               |
| 1996/97                   | FC Barcelona               | Ademar León                | TEKA Cantabria             |
| 1997/98                   | FC Barcelona               | SDC San Antonio            | Ademar León                |
| 1998/99                   | FC Barcelona               | Ademar León                | SDC San Antonio            |
| 1999/2000                 | FC Barcelona               | SDC San Antonio            | Ademar León                |
| 2000/01                   | Ademar León                | FC Barcelona               | SDC San Antonio            |
| 2001/02                   | SDC San Antonio            | FC Barcelona               | Ademar León                |
| 2002/03                   | FC Barcelona               | BM Ciudad Real             | Ademar León                |
| 2003/04                   | BM Ciudad Real             | FC Barcelona               | SDC San Antonio            |
| 2004/05                   | SDC San Antonio            | BM Ciudad Real             | Ademar León                |
| 2005/06                   | FC Barcelona               | BM Ciudad Real             | SDC San Antonio            |
| 2006/07                   | BM Ciudad Real             | SDC San Antonio            | Ademar León                |
| 2007/08                   | BM Ciudad Real             | FC Barcelona               | Ademar León                |
| 2008/09                   | BM Ciudad Real             | FC Barcelona               | BM Valladolid              |
| 2009/10                   | BM Ciudad Real             | FC Barcelona               | BM Valladolid              |
| 2010/11                   | FC Barcelona               | BM Ciudad Real             | Ademar León                |
| 2011/12                   | FC Barcelona               | BM Atlético de Madrid      | Ademar León                |
| 2012/13                   | FC Barcelona               | BM Atlético de Madrid      | CB Ciudad de Logroño       |
| 2013/14                   | FC Barcelona               | CB Ciudad de Logroño       | BM Granollers              |
| 2014/15                   | FC Barcelona               | CB Ciudad de Logroño       | BM Granollers              |
| 2015/16                   | FC Barcelona               | CB Ciudad de Logroño       | Ademar León                |
| 2016/17                   | FC Barcelona               | Ademar León                | CB Ciudad de Logroño       |
| 2017/18                   | FC Barcelona               | Ademar León                | BM Granollers              |
| 2018/19                   | FC Barcelona               | Bidasoa Irun               | CB Ciudad de Logroño       |
| 2019/20                   | FC Barcelona               | Ademar León                | CB Ciudad de Logroño       |
| 2020/21                   | FC Barcelona               | Bidasoa Irun               | CB Ciudad de Logroño       |
| 2021/22                   | FC Barcelona               | Frankin BM Granollers      | Bidasoa Irun               |
| 2022/23                   | FC Barcelona               | Rebi Balonmano Cuenca      | Frankin BM Granollers      |
| Liga Plenitude            |                            |                            |                            |
| 2023/24                   | FC Barcelona               | Bidasoa Irun               | Fraikin BM Granollers      |
| 2024/25                   | FC Barcelona               | Fraikin BM Granollers      | Bathco BM Torrelavega      |
| Liga Asobal               |                            |                            |                            |
| 2025/26                   | Saison startet Sommer 2025 | Saison startet Sommer 2025 | Saison startet Sommer 2025 |

### Meistertitel
| Anzahl | Verein                  | Ort         | Autonome Gemeinschaft | erster Titel | letzter Titel | Ligazugehörigkeit aktuell (2025) |
| ------ | ----------------------- | ----------- | --------------------- | ------------ | ------------- | -------------------------------- |
| 32     | FC Barcelona            | Barcelona   | Katalonien            | 1969         | 2025          | Liga Plenitude                   |
| 13     | BM Granollers           | Granollers  | Katalonien            | 1956         | 1974          | Liga Plenitude                   |
| 11     | BM Atlético de Madrid   | Madrid      | Madrid                | 1952         | 1985          | zurückgezogen (2013)             |
| 05     | BM Ciudad Real          | Ciudad Real | Kastilien-La Mancha   | 2004         | 2010          | zurückgezogen (2013)             |
| 04     | Club Balonmano Alicante | Alicante    | Valencia              | 1975         | 1978          | zurückgezogen (1993)             |
| 02     | CB Cantabria Santander  | Santander   | Kantabrien            | 1993         | 1994          | aufgelöst (2008)                 |
| 02     | Portland San Antonio    | Pamplona    | Navarra               | 2002         | 2005          | aufgelöst (2013)                 |
| 02     | Bidasoa Irun            | Irun        | Baskenland            | 1987         | 1995          | Liga Plenitude                   |
| 01     | Ademar León             | León        | Kastilien und León    | 2001         | 2001          | Liga Plenitude                   |
| 01     | Real Madrid             | Madrid      | Madrid                | 1953         | 1953          | aufgelöst (1959)                 |
| 01     | CD Sabadell             | Sabadell    | Katalonien            | 1955         | 1955          | Lliga Catalana                   |

### Zuschauer
| Saison    | Zuschauer gesamt | Durchschnitt je Spiel | meiste Zuschauer                   | wenigste Zuschauer                 | Anmerkung                                            |
| --------- | ---------------- | --------------------- | ---------------------------------- | ---------------------------------- | ---------------------------------------------------- |
| 2024/2025 | 360.856          | 1.503                 | Ademar León (37.871)               |                                    | Höchste Zuschauerzahl seit der Saison 2013/2014.     |
| 2023/2024 | 307.364          | 1.280                 | Frigoríficos del Morrazo (ø 2.127) | Ángel Ximénez Puente Genil (ø 627) | –                                                    |
| 2022/2023 | 296.500          | 1.235                 | Ademar León (37.702)               | TM Benidorm (10.082)               | –                                                    |
| 2021/2022 | 233.264          | 0972                  | Ademar León (25.826)               | BM Benidorm (9.375)                | –                                                    |
| 2019/2020 | ?                | ?                     | Ademar León                        | ?                                  | Saison wurde wegen der COVID-19-Pandemie abgebrochen |
| …         |                  |                       |                                    |                                    |                                                      |
| 2013/2014 | 393.187          | ?                     | ?                                  | ?                                  | –                                                    |

## Vereine in der ersten Liga
- Stand 2024
- blau hinterlegt: aktuelle Liga 2024/2025
- † aufgelöste Vereine

| Platz | Verein                       | Saisons | Spiele | Spiele gewonnen | Spiele remis | Spiele verloren | Tore   | Gegen- tore | Diff.  | Punkte |
| ----- | ---------------------------- | ------- | ------ | --------------- | ------------ | --------------- | ------ | ----------- | ------ | ------ |
| 1.    | FC Barcelona                 | 33      | 974    | 875             | 27           | 72              | 32.027 | 23.778      | 8.249  | 1.777  |
| 2.    | Abanca Ademar León           | 29      | 859    | 534             | 89           | 236             | 25.293 | 22.893      | 2.400  | 1.157  |
| 3.    | Fraikin BM Granollers        | 33      | 965    | 488             | 103          | 374             | 26.554 | 25.818      | 736    | 1.082  |
| 5.    | Bidasoa Irun                 | 25      | 734    | 369             | 79           | 286             | 19.099 | 18.601      | 498    | 817    |
| 5.    | C.B. Valladolid †            | 24      | 701    | 371             | 69           | 261             | 19.756 | 18.960      | 796    | 811    |
| 6.    | C.B. Ciudad Real †           | 19      | 560    | 367             | 40           | 153             | 16.084 | 14.353      | 1.731  | 774    |
| 7.    | S.D.C. San Antonio †         | 20      | 602    | 357             | 59           | 186             | 16.509 | 15.503      | 1.006  | 773    |
| 8.    | Logroño La Rioja             | 23      | 498    | 279             | 45           | 174             | 14.713 | 14.082      | 631    | 603    |
| 9.    | C.B. Cantabria †             | 18      | 529    | 280             | 40           | 209             | 13.928 | 13.537      | 391    | 600    |
| 10.   | Rebi Balonmano Cuenca        | 20      | 591    | 238             | 71           | 282             | 15.623 | 16.241      | −618   | 546    |
| 11.   | Frigoríficos del Morrazo     | 22      | 679    | 193             | 89           | 397             | 17.052 | 18.891      | −1.839 | 475    |
| 12.   | S.D. Teucro                  | 18      | 524    | 181             | 65           | 278             | 13.503 | 14.421      | −918   | 427    |
| 13.   | BM Aragón †                  | 13      | 380    | 161             | 28           | 191             | 10.708 | 11.018      | −310   | 350    |
| 14.   | Bada Huesca                  | 12      | 348    | 150             | 45           | 153             | 9.651  | 10.104      | −453   | 345    |
| 15.   | C.B. Gáldar †                | 12      | 334    | 147             | 49           | 138             | 9.123  | 9.106       | 17     | 343    |
| 15.   | Helvetia Anaitasuna          | 12      | 348    | 142             | 42           | 174             | 9.116  | 9.306       | −190   | 326    |
| 17.   | BM Guadalajara               | 15      | 437    | 129             | 60           | 248             | 11.275 | 12.166      | −891   | 318    |
| 18.   | S.D. Octavio †               | 13      | 386    | 123             | 43           | 220             | 10.349 | 11.090      | −741   | 289    |
| 19.   | Ángel Ximénez Puente Genil   | 11      | 351    | 123             | 36           | 192             | 9.495  | 10.025      | −530   | 272    |
| 20    | BM Benidorm                  | 9       | 258    | 101             | 37           | 120             | 7.113  | 7.322       | −209   | 239    |
| 21.   | C.B. Atlético de Madrid †    | 6       | 178    | 111             | 12           | 55              | 4.593  | 4.124       | 469    | 234    |
| 22.   | C.B. Altea †                 | 9       | 270    | 97              | 30           | 143             | 6.899  | 7.252       | −353   | 224    |
| 23.   | Atlético Valladolid          | 8       | 233    | 100             | 16           | 117             | 6.702  | 6.852       | −150   | 216    |
| 24.   | J.D. Arrate †                | 11      | 331    | 89              | 34           | 208             | 8.307  | 9.133       | −826   | 212    |
| 25.   | C.B. Torrevieja †            | 9       | 270    | 79              | 30           | 161             | 7.117  | 7.700       | −583   | 188    |
| 26.   | C.B. Puerto Sagunto          | 9       | 258    | 68              | 31           | 159             | 6.881  | 7.658       | −777   | 167    |
| 26.   | C.B. Alzira †                | 5       | 146    | 77              | 10           | 59              | 3.741  | 3.667       | 74     | 164    |
| 28.   | C.B. Antequera †             | 6       | 180    | 58              | 19           | 103             | 4.798  | 5.140       | −342   | 135    |
| 29.   | C.B. Valencia †              | 8       | 234    | 58              | 17           | 159             | 6.032  | 6.884       | −852   | 133    |
| 30.   | Balonmano Sinfín             | 8       | 197    | 52              | 26           | 119             | 5.318  | 5.883       | −565   | 128    |
| 31.   | Club Juventud Alcalá †       | 5       | 144    | 55              | 16           | 73              | 3.469  | 3.562       | −93    | 126    |
| 32.   | Maristas Málaga              | 5       | 141    | 54              | 14           | 73              | 3.614  | 3.668       | −54    | 122    |
| 33.   | C.B. Villa de Aranda         | 5       | 149    | 45              | 22           | 82              | 3.993  | 4.256       | −263   | 112    |
| 34.   | C.B. Ciudad de Almería †     | 7       | 210    | 47              | 12           | 151             | 5.341  | 6.113       | −772   | 106    |
| 35.   | C.B. Alcobendas              | 7       | 210    | 43              | 16           | 151             | 5.320  | 6.100       | −780   | 102    |
| 36.   | Viveros Herol Balonmano Nava | 4       | 113    | 37              | 17           | 59              | 3.034  | 3.290       | −256   | 91     |
| 37.   | C.B. Barakaldo               | 6       | 186    | 33              | 22           | 131             | 4.622  | 5.444       | −822   | 88     |
| 38.   | Bathco BM. Torrelavega       | 3       | 90     | 38              | 7            | 45              | 2.671  | 2.738       | −67    | 83     |
| 39.   | C.B. Chapela                 | 4       | 110    | 29              | 11           | 70              | 2.442  | 2.806       | −364   | 69     |
| 40.   | C.B. Alicante †              | 3       | 92     | 28              | 11           | 53              | 2.084  | 2.211       | −127   | 67     |
| 41    | Algeciras †                  | 3       | 90     | 26              | 12           | 52              | 2.475  | 2.753       | −278   | 64     |
| 42.   | C.B. Naranco †               | 3       | 92     | 16              | 5            | 71              | 1.936  | 2.255       | −319   | 37     |
| 43.   | C.B. Zamora                  | 2       | 60     | 13              | 6            | 41              | 1.499  | 1.734       | −235   | 32     |
| 44.   | Gijón Jovellanos             | 2       | 60     | 14              | 3            | 43              | 1.448  | 1.648       | −200   | 31     |
| 45.   | BM Toledo †                  | 2       | 60     | 12              | 5            | 43              | 1.631  | 1.859       | −228   | 29     |
| 46.   | C.B Cisne                    | 2       | 64     | 12              | 3            | 49              | 1.685  | 2.008       | −323   | 27     |
| 47.   | Tenerife Tres de Mayo †      | 1       | 29     | 10              | 2            | 17              | 690    | 751         | −61    | 22     |
| 48.   | C.B. Puerto Cruz Tenerife    | 1       | 29     | 10              | 1            | 18              | 629    | 710         | −81    | 21     |
| 49.   | C.B. Pozoblanco              | 1       | 30     | 6               | 6            | 18              | 770    | 852         | −82    | 18     |
| 50.   | ARS Palma del Río            | 1       | 30     | 5               | 2            | 23              | 744    | 866         | −122   | 12     |
| 51.   | CB Huétor Tájar †            | 1       | 30     | 3               | 6            | 21              | 749    | 874         | −125   | 12     |
| 52.   | C.B. Los Dólmenes Antequera  | 1       | 30     | 2               | 2            | 26              | 713    | 905         | −192   | 6      |

## Spieler in der Liga

### Beste Torschützen
Stand 2. November 2023
| Platz | Spieler            | Tore  | Partien | Saisons | Mannschaften                                                                                           |
| ----- | ------------------ | ----- | ------- | ------- | --- |
| 1.    | Juanín García      | 2.685 | 628     | 24      | Ademar León, F. C. Barcelona, C.B. Logroño                                                             |
| 2.    | Demetrio Lozano    | 1.912 | 515     | 20      | Juventud Alcalá, Ademar León, F. C. Barcelona, San Antonio, C.D.B. Aragón                              |
| 3.    | Fernando Hernández | 1.878 | 617     | 23      | C.B. Valladolid, Ademar León, F. C. Barcelona, San Antonio, Atlético Valladolid                        |
| 4.    | Mateo Garralda     | 1.834 | 463     | 19      | Granollers, Atlético de Madrid, C.B. Cantabria, F. C. Barcelona, San Antonio, Ademar León, Guadalajara |
| 5.    | Velimir Rajić      | 1.704 | 381     | 15      | Atlético de Madrid, S.D. Teucro, Galdar, Almería                                                       |
| 6.    | Enric Masip        | 1.682 | 332     | 14      | Granollers, F. C. Barcelona                                                                            |
| 7.    | Davor Čutura       | 1.659 | 342     | 12      | S.D. Teucro, J. D. Arrate, BM Granollers, BM Valladolid                                                |
| 8.    | Iker Romero        | 1.625 | 343     | 14      | C.B. Valladolid, Ademar León, Ciudad Real, F. C. Barcelona                                             |
| 9.    | Oleg Lvov          | 1.622 | 284     | 11      | San Antonio                                                                                            |
| 10.   | Alberto Entrerríos | 1.621 | 398     | 15      | Naranco, Ademar León, F. C. Barcelona, Ciudad Real, Atlético de Madrid                                 |

### Meiste Spiele
Stand 2. November 2023
| Platz | Spieler               | Spiele | Saisons | aktiv     |
| ----- | --------------------- | ------ | ------- | --------- |
| 1.    | José Javier Hombrados | 770    | 29      | 1990–2021 |
| 2.    | Javier Díaz Pérez     | 650    | 23      | 1992–2023 |
| 3.    | Juanín García         | 628    | 24      | 1997–2019 |
| 4.    | Fernando Hernández    | 617    | 23      | 1991–2018 |
| 5.    | Gurutz Aguinagalde    | 616    | 23      | 1995–2019 |
| 6.    | José Delgado          | 606    | 22      | 1992–2014 |

### Jüngste Spieler
Im Folgenden eine unvollständige Aufstellung von Spieler, die früh in der höchsten Spielklasse debütierten.
| Spieler                 | Position | Saison    | Verein                                  | Alter                        |
| ----------------------- | -------- | --------- | --------------------------------------- | ---------------------------- |
| Alberto Montiel         | RM       | 2020/2021 | Blasgon y Bodegas Ceres Villa de Aranda | 15 Jahre, 299 Tage           |
| Sergio López            | LA       | 2013/2014 | BM Ciudad Encantada                     | 15 Jahre, 11 Monate, 15 Tage |
| Francisco Javier Castro | RM       | 2012/2013 | FC Barcelona                            | 16 Jahre, 22 Tage            |
| Unai Barreto            | RM       | 2024/2025 | Bidasoa Irun                            | 16 Jahre, 6 Monate, 20 Tage  |
| Adrián Sola             | RA       | 2024/2025 | FC Barcelona                            | 16 Jahre, 10 Monate, 22 Tage |
| Djordje Cikusa          | RR       | 2022/2023 | FC Barcelona                            | 16 Jahre, 11 Monate, 4 Tage  |

## Internationale Bedeutung und subjektiver Vergleich mit der deutschen Liga
Zusammen mit der deutschen 1. Handball-Bundesliga galt die Liga Asobal jahrelang als stärkste Handballliga der Welt. Dabei gab es einen deutlichen Leistungsunterschied zwischen Europapokalteilnehmern und den übrigen Teams: Während die Europapokalteilnehmer zur Weltspitze gehörten und den deutschen Topteams zumindest ebenbürtig waren, waren die unteren spanischen Mannschaften meist weiter von der Spitze entfernt als die entsprechenden deutschen Mannschaften. Bedingt durch die Wirtschaftskrise ab 2008 hatten viele spanische Vereine große finanzielle Probleme. In der Folge zogen sich ehemalige Europapokalgewinner wie SDC San Antonio (2012), BM Ciudad Real (Lizenz 2011 an Atlético Madrid) und BM Valladolid (2014) komplett zurück. Vor der Saison 2013/14 meldete auch Atlético Madrid seine Mannschaft ab.
So dominiert Barcelona seit 2013 ohne nennenswerte Konkurrenz die Liga und mit einem durchschnittlichen Torverhältnis von etwa +10–15 pro Spiel. Zwischen 2010 und 2022 verlor Barcelona nur fünf Spiele, eines davon nachträglich, und spielte dreimal Unentschieden. In fünf Spielzeiten blieb man gar ohne Punktverlust.
Der Zuschauerzuspruch ist in Spanien bei weitem nicht so hoch wie in Deutschland, ein Grund für manche Topspieler, nicht in der Liga Asobal zu spielen (so beispielsweise Lars Krogh Jeppesen bei seinem Wechsel vom FC Barcelona zum THW Kiel). Die deutsche Handball-Bundesliga gilt aber auch als physisch anstrengender und unfairer, für andere Topspieler (wie z. B. Ivano Balić oder Nenad Peruničić) ein Grund, gerade in Spanien zu spielen und zu bleiben. Balić hat sich allerdings in der Saison 2013/14 der Herausforderung Bundesliga gestellt und bei der HSG Wetzlar angeheuert. In den letzten Jahren verlassen zunehmend spanische Spieler die Liga und heuern in Frankreich, Deutschland, Polen, Ungarn oder Portugal an. Erst zum Karriereende kehren sie, wie z. B. Julen Aguinagalde oder Antonio García, nach Spanien zurück.
Außerdem wird in der Liga Asobal stärker auf die individuellen Fähigkeiten der einzelnen Spieler und weniger auf Taktik und Kollektiv gesetzt, was besonders südosteuropäischen Spielern, die nach der traditionellen jugoslawischen Schule ausgebildet worden sind, gelegen kommt; skandinavische Spieler, in deren Ausbildung eben mehr Wert auf mannschaftliche Geschlossenheit gelegt wurde, kommen mit dieser Spielweise eher weniger zurecht.
In der EHF Champions League dominierten zwischen 1991 und 2001 mit neun von elf möglichen Titeln spanische Vereine (Barcelona, Teka Santander, Bidasoa Irun, San Antonio). Zwischen 2002 und 2022 waren beide Ligen ungefähr gleich erfolgreich, in den vergangenen Jahren gewannen spanische Teams neun- und deutsche Teams achtmal den Titel. Der zweithöchste europäische Wettbewerb hingegen, der EHF-Pokal, wurde seit Einführung zur Saison 1993/94 viermal von spanischen Teams, zuletzt durch Barcelona 2002/03, und 21-mal von deutschen Teams gewonnen (Stand: Ende der Saison 2021/22).